# 黑三棱
黑三稜是香蒲科黑三稜屬多年生草本植物，塊莖可入藥，稱為三稜。